# François VII de La Rochefoucauld
Pour les articles homonymes, voir La Rochefoucauld.
François VII de La Rochefoucauld, prince de Marcillac puis 3e duc de La Rochefoucauld et pair de France, né le 15 juin 1634 à Paris et décédé à Versailles le 11 janvier 1714, fut un grand officier de la maison du roi de France et l'un des favoris de Louis XIV, ayant exercé les fonctions de grand-maître de la garde-robe (1672), et de grand veneur à partir de 1679.

## Biographie
François VII est le fils aîné de François VI de La Rochefoucauld, célèbre écrivain et gouverneur du Poitou, et de son épouse Andrée de Vivonne, demoiselle de La Chateigneraye, fille unique d'un Grand Fauconnier de France.
Après une liaison avec Catherine Henriette d'Angennes, il prend pour épouse le 10 novembre 1659 sa cousine Jeanne-Charlotte du Plessis-Liancourt (1644-1669), fille unique d'Henri-Roger du Plessis-Liancourt, et petite-fille de Roger du Plessis-Liancourt, duc de La Roche-Guyon. 
François VII s'illustre dans l'armée de Louis XIV. Jeune, et employé par le vicomte de Turenne aux Pays-Bas, il se trouve au siège de Landrecies en 1655, et est blessé à celui de Condé près de Valenciennes en 1656. Mestre de camp d'un régiment de cavalerie après son mariage, il participe avec le roi à la conquête de la Flandre en 1667, puis de la Franche-Comté en 1668.
Pendant l'été 1671, avec l'accord de son père, le Roi lui transfère le duché-pairie de La Rochefoucauld, toutefois François VII fut appelé "prince de Marcillac" jusqu'au décès du mémorialiste en 1680. Son héritage lui permit de se faire nommer gouverneur du Berry fin 1671 (vente de la charge en 1682), et l'année suivante, il intègre la maison du roi de France, en tant que grand-maître de la garde-robe. En 1679, il occupait toujours la fonction de grand-maître de la garde-robe, ainsi que celle de grand veneur.
Le duc de La Rochefoucauld meurt en 1714 dans sa maison de Versailles, il était alors très âgé et aveugle. Il fut enterré sur la terre ancestrale des La Rochefoucauld en Angoumois.

### Portrait selon Saint-Simon
M. de La Rochefoucauld était borné d'une part, ignorant de l'autre à surprendre, glorieux, dur, rude, farouche et ayant passé toute sa vie à la cour, embarrassé avec tout ce qui n'était pas subalterne ou de son habitude de tous les jours. Il était rogue, en aîné des La Rochefoucauld qui le sont tous par nature et par conséquent très repoussants. J'en ai vu peu de ce nom qui aient échappé à un défaut si choquant, que M. de La Rochefoucauld avait fort au-dessus d'eux tous ; avec cela, bien plus ami qu'ennemi, quoique ennemi dangereux, et même à incartades ; mais excepté un bien petit nombre, ami par fantaisie, sans goût et sans choix. Il aimait moins que médiocrement ses enfants, et quoiqu'ils lui rendissent de grands devoirs, il leur rendait la vie fort dure ; gouverné jusqu'au plus aveugle abandon par ses valets, à qui presque tous il fit de grosses fortunes, partie par crédit, partie en se ruinant pour eux, jusque-là qu'il fallut que sur la fin, son fils, le bâton haut, y entrât pour tout ce qu'il voulut. […]

### Mariage et descendance
François VII de La Rochefoucauld épouse en 1658 Jeanne Charlotte du Plessis Liancourt (1644 - Paris, 30 septembre 1669), fille d'Henri du Plessis, comte de La Roche-Guyon, premier gentilhomme de la chambre du Roi, et d'Anne Elisabeth de Lannoy ; petite fille de Roger du Plessis, duc de La Roche-Guyon, pair de France, Bailly et gouverneur de Clermont en Beauvaisis. Trois enfants sont issus de ce mariage :
- François VIII de La Rochefoucauld, 4ème duc de La Rochefoucauld, pair de France, prince de Marsillac, baron de Verteuil, grand veneur de France, chevalier des ordres du Roi (17 août 1663 - Paris, 22 avril 1728), marié en 1679 avec Madeleine Charlotte Le Tellier, dont postérité ;
- Henri Roger de La Rochefoucauld, marquis de Liancourt, officier, lieutenant général des armées du Roi, dans lesquelles il sert jusqu'en 1707 (14 juin 1665 - château de Liancourt, 21 mars 1749), sans alliance ;
- Charlotte de La Rochefoucauld (1666 - 17 août 1676)[7].